# Galičnik
Galičnik (makedonsko Галичник) je naselje v goratem zahodnem delu Severne Makedonije v zgodovinski pokrajini Mala reka. Upravno pripada občini Mavrovo i Rostuše. 
Nekdaj velika vas je danes skoraj brez stalnih prebivalcev, zaradi ohranjene avtentične arhitekture, bogate kulturne dediščine in slikovite pokrajine pa je postala turistična znamenitost.

## Etimologija
Po eni izmed razlag je ime „Galičnik“ izpeljano iz imena reke Galik, ki teče blizu Soluna. Druga razlaga pravi, da se kraj imenuje po divjih kurah – „galicah“, ki so v velikem številu naseljevale južne lege nad današnjo cerkvijo sv. Petra in Pavla.

## Zemljepis
Vas leži na pobočjih gore Bistre v osrčju pokrajine Mijačije, v regiji Mala Reka. Od Mavrova in Mavrovskega jezera je oddaljeno 16 kilometrov. Najbližje mesto je Gostivar, do katerega je 45 kilometrov. Leži na nadmorski višini med 1270 in 1500 metri in ga obdajajo pašniki.

## Zgodovina
Najstarejši podatki o naselitvi Galičnika datirajo v 10. in začetek 11. stoletja, s čimer velja za eno najstarejših vasi v Mijačiji. Prvo obdobje vasi je zaznamovalo mešanje vlaških družin z Makedonci slovanske kulture. Prisotnost Vlahov v Mijačiji izkazujejo nekateri toponimi iz okolice Galičnika, pa tudi priimki nekaterih današnjih galiških družin: Kuculoski, Guguloski, Kiproski.
V obdobju osmanske vladavine so se dogajali poskusi islamizacije prebivalstva, a je to ostalo krščansko, za kar ima med drugim zasluge Tomo Tomoski, znan vaški glavar na prehodu iz 17. v 18. stoletje. Zaradi širjenja nemakedonskega prebivalstva v današnji Albaniji, ki ga je osmanska oblast spodbujala, so se ljudje od 15. do 18. stoletja vztrajno priseljevali v Galičnik.
V 19. stoletju je bil po zaslugi priseljevanja, visoke rodnosti in ugodnih pogojev za živinorejo Galičnik že manjše mesto. Turški potopisci so ga v 18. in 19. stoletju opisovali kot pomembno gospodarsko središče ne le za regijo, temveč za celoten imperij. Konec 19. stoletja je bil Galičnik celo večji od Gostivarja. Razsvetljenec Jordan Hadži Konstantinov - Džinot je v drugi polovici 19. stoletja dejal, da je v vasi 500 hiš. Ob predpostavki, da je v eni hiši živelo povprečno 8 ljudi, se lahko število prebivalcev oceni na 4000. V tem obdobju je imel Galičnik znaten kulturni vpliv v evropskem delu Osmanskega cesarstva, predvsem prek svojih preporoditeljev: Partenije Zografskega, Ǵorǵije Pulevskega, Makarije Frčkoskega, Panajota Ǵinovskega in drugih.
Kot tretje obdobje Galičnika se šteje obdobje od 1912 do danes. Balkanski vojni sta ovčarstvo, ki je pričelo stagnirati že v prejšnjem stoletju, še dodatno prizadeli, ker v času grške okupacije ovac ni bilo možno prezimiti v Egejski Makedoniji. Vse več moških je odhajalo iskat delo drugam in se izurilo v različnih poklicih: mlekarstvu, pekarstvu, slaščičarstvu itd. Dejavnost nekaterih galiških sezonskih delavcev je bila tako donosna, da so do 30. let postali celo milijonarji v tedanjih ameriških dolarjih.
V hiši Trajana in Risteja Popovskega je 20. aprila 1942 potekal prvi sestanek gališke celice Komunistične partije Jugoslavije v navzočnosti člana pokrajinskega odbora KPJ Kuzmana Josifovskega - Pituja. Skupno 23 vaščanov je zabeleženih kot žrtve druge svetovne vojne.

## Demografija
Po statistiki, ki jo je leta 1900 objavil bolgarski geograf Vasil K'nčov, je v Galičniku živelo 3300 ljudi, vsi Makedonci. Na etnografski karti Bitolskega vilajeta iz leta 1901 je Galičnik zaveden kot popolnoma makedonska vas v Rekanski kazi s 605 hišami. Po podatkih eksarhijskega sekretarja Dimitra Miševa iz leta 1905 je imel Galičnik 4840 makedonskih prebivalcev.
V drugi polovici 20. stoletja je Galičnik doživel močan odliv prebivalstva: leta 1994 je v vasi stalno živela le še ena oseba.
Ob najnovejšem popisu, ki je potekal leta 2021, je bilo v Galičniku zabeleženih 48 prebivalcev, od tega 47 Makedoncev in en Vlah.
|  | 3300 | 4840 | 906  | 948  | 644  | 17   | 10   | 1    | 1    | 3    | 48   |
|  | 1900 | 1905 | 1948 | 1953 | 1961 | 1971 | 1981 | 1991 | 1994 | 2001 | 2021 |

## Gospodarstvo
V preteklosti je gospodarstvo Galičnika temeljilo na ovčereji, veliko ljudi pa je odšlo na pečalbo – sezonsko delo v tujino, od koder so pošiljali denar. Danes je Galičnik le še turistična destinacija, saj so ga domačini kot stalno prebivališče že zdavnaj opustili. Večina jih je stare družinske hiše obnovila in jih uporablja kot počitniške hiše.
Cenjen je kakovosten gališki kaškaval (trdi sir), pa tudi beli sir.

## Kulturne znamenitosti
V Galičniku in okolici so štiri cerkve. Osrednja vaška cerkev je cerkev sv. Petra in Pavla, zgrajena leta 1930 in posvečena leto pozneje. Dve cerkvi sta posvečeni sveti Petki, ena iz 5. in druga iz 16. stoletja. Najnovejša cerkev v kraju je cerkev Marijinega rojstva, katere temeljni kamen so položili 27. maja 2012.

### Arhitektura Galičnika
Stara vaška arhitektura je ena glavnih znamenitosti Galičnika. Na strmem terenu v obliki amfiteatra so se v nivojih gradile kamnite hiše kockaste oblike s položnimi piramidnimi strehami. Glavna dejavnika pri gradnji sta bila varnost in funkcionalnost. Hiše imajo povečini dve, novejše pa tudi tri nadstropja. Spodnje nadstropje je t. i. trem – hlev za živino in dva kleda, temni delno vkopani kleti. V drugem nadstropju so glavni bivalni prostori. Glavni prostor je hiša, kuḱa, kjer je ognjišče in kjer se pripravlja hrana. V starejših hišah zavzema skoraj ves prostor, novejše pa imajo več izb, odai. Tretje nadstropje je namenjeno spanju. Nekatere hiše imajo t. i. „pisano izbo“ (šarena odaja), ki je služila za sprejem gostov. V nadstropjih so najpogosteje centralno postavljeni hodniki, gizentii. Nekatere hiše imajo tudi paraklis, sobico z ikonami, ki je služila za molitev in je predstavljala nekakšno domačo kapelo.
Okna hiš so v Galičniku zgodovinsko sorazmerno zgodaj zasteklili. So različnih velikosti; nižja okna so manjša in višja večja. Spodnja okna so zaščitena z železnimi rešetkami. Hiše imajo dvoja do troja vhodna vrata, obdana z klesanimi kamni.
Prvotne hiše so bile slamenice, grajene iz lomljenega kamna in krite s slamo. Imele so pritličje in nadstropje, v pritličju je bil trem. Hiše, ki danes stojijo v Galičniku, so bile večinoma zgrajene konec 19. in začetek 20. stoletja. Notranjost hiš je bogato opremljena z lesenim pohištvom, vendar je prednost vedno imela funkcionalnost.

### Gališka svatba
Gališka svatba (галичката свадба, galičkata svadba) se prireja vsako leto na petrovdan, drugo nedeljo v juliju. Medtem ko se je nekdaj na petrovdan v Galičniku hkrati poročilo tudi po več kot 40 parov, se danes ta večdnevni obred prireja predvsem kot kulturna manifestacija.
Mladoporočence danes vsako leto izbira posebna komisija, pogoj pa je, da je vsaj eden od njiju po rodu iz Galičnika. Vsi udeleženci praznovanja nosijo narodne noše. Med svatbo se izvede več kot 30 starodavnih običajev, med drugim okraševanje hiš s cvetjem, postavitev zastave, mesenje obredne pogače, vabljenje pokojnih prednikov, britje ženina, ogled neveste, sprejem muzikantov, ki igrajo na tapane in zurle, vodenje neveste k trem vodnjakom, opazovanje ženina skozi prstan, kako prihaja v hišo k nevesti, in različna ora (kola): svekrvino, nevestinsko in teškoto.

### Drugo
Letno dan ali dva pred petrovdanom potekajo „Ovčarska srečanja“ (Ovčarski sredbi), pri katerih sodelujejo folklorne skupine iz Makedonije različnih narodnosti. Poleg tekmovanj v striženju in molže ovac poteka degustacija in ocenjevanje sirov.
Od 90. let dalje se vsako leto avgusta v Galičniku organizira likovna kolonija z mednarodno udeležbo.